# Magazin Kapitän-Alexander-Straße 35a
Das ehemalige Magazin Kapitän-Alexander-Straße 35a in der niedersächsischen Kreisstadt Cuxhaven im Landkreis Cuxhaven stammt vom Ende des 19. Jahrhunderts. Aktuell (2024) wird das Gebäude gewerblich genutzt.
Das Gebäude steht unter Denkmalschutz (siehe auch Liste der Baudenkmale in Cuxhaven).

## Geschichte und Beschreibung
Die Kapitän-Alexander-Straße (davor Ostseite) wurde benannt nach dem Fischdampfer-Kapitän Alexander. Sie verläuft im Hafen in Nord-Süd-Richtung.
Das zweigeschossige traufständige verputzte und historisierende Gebäude mit Drempel und ziegelgedecktem flachen Satteldach und geschossteilendem Gesims wurde 1896 als Magazin und Minendepot des Marinearsenals im Hafen gebaut. Die Fassaden wurden gestaltet und gegliedert durch Segmentbogenfenster, Treppenfries am Ortgang und Lisenen am Klinkermauerwerk. Später war hier ein Eiswerk. Der aktuelle (2022) Eigentümer, die Seglervereinigung Cuxhaven, strebt einen Verkauf und Erhalt des Gebäudes an. Andererseits wurde 2023 der Abriss erwogen.
Das Landesdenkmalamt befand u. a.: „… Magazingebäude in zeit- und funktionstypischer Gestaltung erhalten …“